# نورثروب غرومان آر كيو-180
نورثروب غرومان آر كيو-180 هي طائرة دون طيار شبحية تستخدم لأغراض المراقبة، اعتباراً من عام 2019 لايوجد صور أو بيانات عن الطائرة إلا أنه يوجد عدة أدلة تشير لوجودها.